# Cristóbal Forcadell García
Cristóbal Forcadell García (Benicàssim, 21 de maig de 1979) és un ciclista valencià, que s'ha especialitzat en la pista.

## Palmarès
- 2001
  -  Campió d'Espanya en Persecució per equips amb Javier Carrión, D. Navarro i Guillermo Ferrer
- 2002
  -  Campió d'Espanya en Persecució per equips amb Javier Carrión, Iván Díaz Boj i Guillermo Ferrer

### Resultats a laCopa del Món
- 1998
  - 3r a Cali, en Persecució per equips
- 2002
  - 3r a Cali, en Persecució per equips